# Leveromyia lindneri
Leveromyia lindneri är en tvåvingeart som beskrevs av James 1978. Leveromyia lindneri ingår i släktet Leveromyia och familjen vapenflugor. Inga underarter finns listade i Catalogue of Life.